# Houda Miled
Houda Miled (ar. هدى ميلاد; ur. 8 lutego 1987) – tunezyjska judoczka, brązowa medalistka mistrzostw świata, srebrna medalistka Igrzysk Śródziemnomorskich.
Na Mistrzostwach Afryki zdobyła dziesięć medali, wszystkie w kategorii do 70 lub do 78 kilogramów.